# ヤナギバルイラソウ
ヤナギバルイラソウ（別名　ムラサキイセハナビ、学名：Ruellia simplex）はキツネノマゴ科ルイラソウ属の多年生草本～低木。環境省の「我が国の生態系等に被害を及ぼすおそれのある外来種リスト」において、小笠原や南西諸島へ定着段階の「その他の総合対策外来種」に挙げられている。

## 特徴
高さ0.3–1 m。葉はヤナギのように細長く、長さ6–20 cmほどの線形で、全縁または鋸歯縁、対生する。葉の表裏はほぼ無毛。花は直径4–5 cmの紫色（白、桃色の改良品種もある）で5裂、葉腋から花茎を出して咲く。花期は夏～秋。果実は細長い棒状で長さ25 mmほど、成熟すると裂開して種子を飛ばす。地下茎でも繁殖。同属のケブカルイラソウ R. squarrosaは、長楕円形の葉の両面や茎に毛が多い点で本種と異なる。

## 分布と生育環境、利用
メキシコ～南米原産。園芸品種には桃花や白花、矮性のものがある。観賞用として導入されたが、乾燥した路面の小さな隙間から河川などの湿地に至る幅広い環境下で雑草化。沖縄本島へは1974年頃に駐留米軍により非意図的に持ち込まれたともされる。沖縄、九州、四国の各地に帰化。環境への適応性も大きいことから、生物多様性の保全上重要な地域に侵入するおそれのある地域には持ち込まないよう、注意が求められる。

## ギャラリー
ヤナギバルイラソウ
- 桃色の花
- 道端に生育
- 河岸に生育
- 水路に群生